# راموت (شرق القدس)
راموت(بالعبرية:רמות) المعروفة أيضا باسم راموت الون (بالعبرية:רמות אלון)، هي مستوطنة إسرائيلية موجودة في القدس الشرقية. راموت هي واحده من ما يسمى "Ring settlements". ضمت إسرائيل الأرض بعد 13 سنة من حرب الأيام الستة. جزء من راموت تم تأسيسه في القدس الشرقية، لذلك يعتبرها المجتمع الدولي مستوطنة إسرائيلية.يعتبر المجتمع الدولي المستوطنات الإسرائيلية في القدس الشرقية غير قانونية بموجب القانون الدولي، لكن الحكومة الإسرائيلية ترفض ذلك.

## تاريخ
سميت راموت على اسم الكتاب المقدس لمدينة الرامة، حيث عاش النبي صموئيل ودفن فيها: مات نبي صموئيل، وكل إسرائيل رثته ودفنوه في الرامة، وكل واحد منهم رثاه في بلده. يربط احد التقاليد الكتابية لرامة بأحد اعلى قمم تلال يهودا، حيث يصل ارتفاعها الى 885 مترا فوق مستوى سطح البحر. يقع قبر صموئيل على بعد 1.3 شمال راموت، على أراضي القرية العربية للنبي صموئيل، والتي تم نقلها الى اسفل التل ولكن مسجدها لا يزال نشطا في الهيكل فوق القبر. بين اتفاقيات الهدنة لعام 1949 وحرب الأيام الستة عام 1967 كانت معظم المنطقة التي تعرف اليوم براموت تحت السيطرة الأردنية. تأسست راموت في عام 1974. بعد وفاة ايغال الون والذي يعتبر شخصية سياسية وعسكرية إسرائيلية تم تغيير الحي رسميا الى راموت الون "مرتفعات الون".

## جغرافيا
تقع راموت شمال وغرب مركز القدس. بنى الحي على اثنين من التلال الممدودة حوالي 100-200 متر فوق المناظر الطبيعية المحيطة(ارتفاعات 693-850 متر فوق مستوى سطح البحر). بين التلال يوجد طريق جولدا مئير السريع المؤدي الى تل ابيب. يستغرق السفر الى وسط القدس حوالي 15 دقيقة والى المنطقة الصناعية هار هوتسفيم حوالي 7 دقائق. وسيتم توسيع نظام القطار الخفيف في القدس ليشمل راموت.
.

## الديموغرافيا
في عام 2020، بلغ عدد سكان راموت 50،400 نسمة. تجسد راموت الون التغير الديموغرافي الذي يحدث في القدس. عندما تأسست في عام 1947 كان 70% من عدد السكان العلمانيين. منذ عام 2000 اصبح راموت Alefو Gimel وDaled جزئا من الحريديم( اليهود المتدينين)، فارتفعت نسبة اليهود الأرثدوكس في كل راموت الون الى 75%. جانب واحد من من راموت Gimel اغلبه هم حريديم اما الجانب الأخر فهم من الأرثدوكسية الحديثة. تحتوي راموت Vav أيضا على سكان حريديم. في جميع انحاء راموت يوجد مزيج من أنواع أخرى من السكان بما في ذلك Dati Leumi والأرثدوكسية الحديثةوChardal. هناك عدد قليل من معابد Chabad أيضا.

## الوضع القانوني
بَنيت راموت على أراضي تمت مصادرتها من أصحاب الأراضي الفلسطينيين عام 1970. وفقا لARIJ، صادرت إسرائيل أراضي من قريتين فلسطينيتين متجاورتين:
• 1530 دونم من بيت اكسا 
• 134 دونم من بيت حنينا
تدار راموت من قبل إسرائيل كجزء من بلدية القدس. وعلى الرغم من ان جزءا من الحي تم بناؤه عبر الخط الأخضر في القدس الشرقية،الا ان المجتمع الدولي يعتبر راموت مستوطنة إسرائيلية. ضمت إسرائيل القدس الشرقية من جانب واحد وتؤكد أن التطورات في القدس الشرقية ليست مستوطنات، لكن مجلس الأمن الدولي أدان هذه الخطوة باعتبارها "لاغية وباطلة" ولم يعترف بها المجتمع الدولي. يعتبر المجتمع الدولي المستوطنات الإسرائيلية غير قانونية بموجب القانون الدولي ، فهي تنتهك قانون الحظر الذي تفرضه اتفاقية جنيف الرابعة على نقل السكان المدنيين إلى الأراضي الخاضعة للاحتلال العسكري، لكن إسرائيل تعتبر القدس الشرقية أرضا ذات سيادة عليها. تشير الحكومة الأمريكية، مثل بقية المجتمع الدولي، إلى ان الأحياء الإسرائيلية في القدس الشرقية تعتبر "مستوطنات" واليهود الإسرائيليين الذين يعيشون في القدس الشرقية، بما في ذلك في راموت، أيضا هم "مستوطنون".
وصفت وزارة الخارجية الأمريكية والاتحاد الأوروبي والفلسطينيون أيضا خطط بناء 800 منزل جديد في مستوطنات الضفة الغربية و 600 منزل في القدس الشرقية، بما في ذلك 294 في راموت، وهذا كله يضر بعملية السلام. وقالت المتحدثة باسم وزارة الخارجية الأمريكية، Jen: "نحن نعتبر الآن ونعتبر دائما المستوطنات غير شرعية". وقالت Catherine Ashton، مسؤولة السياسة الخارجية في الاتحاد الأوروبي، إن "المستوطنات غير قانونية بموجب القانون الدولي، وتشكل عقبة أمام السلام وتهدد بجعل حل الدولتين مستحيلا". وقال Saeb Erekat، كبير مفاوضي منظمة التحرير الفلسطينية، إن الإعلان "يظهر التزام إسرائيل الواضح بتدمير جهود السلام" وأن على المجتمع الدولي "قطع جميع العلاقات مع الاحتلال الإسرائيلي و حماية حل الدولتين والمساعدة على تحقيقه". في سياق عملية السلام الإسرائيلية الفلسطينية، اقترحت معايير كلينتون[26] واتفاقيات جنيف [27] إبقاء راموت (والأحياء اليهودية الأخرى في القدس وراء الخط الأخضر) تحت السيادة الإسرائيلية، ربما مقابل أراض أخرى.

## الهندسة المعمارية
كان تجمع المباني حول الافنية هو النمط المعماري السائد في راموت في 1980. تم بناء منازل خاصة كبيره ومعتنى بها جيدا في السبعينيات والثمانينيات لمشروع تحت اسم ابني منزلك الخاص، وذلك يعكس ارتفاع مستويات المعيشة في إسرائيل والتغيير في عادات المستهلك. تم تسمية شقق Ramot Polin،التي صممت على يد Zvi Hecker، كواحدة من "أغرب المباني في العالم" ووصفت بانها "مشروع إسكان لنحل العسل"[29]. ان الحي بأكمله منظم على تله في وسط راموت على شكل يشبه يد خماسية او ورقة شجر ثلاثية الفروع.

## التعليم
- Lakewood East, رسميا Beth Medrash Govoha of America في راموت.
- Ateret Yerushalayim, مدرسة Yeshiva ما بعد ثانوية تتحدث الإنجليزية.[25]
- Ohr Torah Stone ، مدرسة Jacob Sapirstein للإعدادية والثانوية للبنين.[26]
- Yeshiva Ohr HaTzafon، مدرسة ما بعد الثانوية الناطقة باللغة الإنجليزية.[27]
- Ahavat Yisrael - Rappaport for boys, a Chardal primary and Jr. High School [28]
- Noam Ramot (boys and girls), a primary School[29]

## الحدائق والممرات طبيعية
- تقع غابة راموت في راموت. على حافة الغابة توجد حديقة Gan Kipod للأطفال تتميز بزلاجة على شكل حيوان النيص.[30][31]
- يقع مسار غابة الغزال في راموت وكما أيضا تعتبر موطن طبيعي للغزال.[32]
- تحتوي راموت على مسبح مجتمعي، يسمى مسبح راموت المجتمعي.[33]
- حديقة وادي Arazim ، جزء من متنزه Metropolitan في القدس، ولها مدخل في راموت.[34]

## معالم
في نوفمبر 2009 ، تم الكشف عن تمثال من البرونز يبلغ ارتفاعه 30 قدمًا يصور علمًا أمريكيًا يتحول إلى شعلة في راموت ، وهي جزء من ساحة تذكارية تبلغ مساحتها خمسة أفدنة لهجمات 11 سبتمبر الإرهابية. كان التمثال ، الواقع في وادي Arazim ،وهو أول نصب تذكاري خارج نيويورك يسرد أسماء 2974 شخصًا قتلوا في الهجوم. تبرعت بلدية نيويورك بجزء من قاعدة الجرانيت الرمادي المأخوذة من البرجين التوأمين الأصليين. وقال النحات الإسرائيلي Eliezer Weishoff إنه يجب نقل النصب التذكاري على بعد 200 من الموقع المخطط له لاستيعاب مسارات هجرة الغزلان. حضر السفير الأمريكي James Cunningham وعدد من أعضاء الكونجرس هذا الحدث. تم افتتاح مركز راموت التجاري ، وهو ثاني أكبر مركز تجاري في القدس ، في سبتمبر 2011. تقع قرية النبي صموئيل الفلسطينية بالقرب من راموت.

## علم الاثار
فترة الهيكل الأول
سقط رجل يسير مع كلبه في حفره أثناء الركض في غابه راموت. مما أدى الى اكتشاف منطقة لعصر العنب من فترة الهيكل الأول.
فترة الهيكل الثاني
Khirbet Tililiya هي موقع قلعة قديمة مدمرة على تله مرتفع في وسط راموت ألون. تعود الآثار الى فترة الهيكل الثاني (في عصور Hasmonean and Herodian).في مايو 2005 عثرت حفريات انقاذ في حي راموت نيابة عن سلطة الآثار الإسرائيلية (IAA) على كهف دفن محفور في الصخر يعلوه مبنى ضخم مستطيل الشكل وكهف columbarium. تم اكتشاف قطع فخارية تعود إلى العهد العثماني على أرضية المبنى. تم اكتشاف أجزاء من الجرار وأواني الطبخ التي تعود إلى العصر الروماني المبكر في columbarium، والتي هي ميزه من ميزات الفترات الهلنستية والرومانية المبكرة.
الفترة الصليبية
هناك بقايا من الفترة الصليبية في راموت 2 وراموت 6.

## الأحياء
يوجد في راموت سبعة أحياء. ألف (أ)، باء (ب)، جيم (ج)، دال (د)، ڤاڤ (ڤ) كما انها معروفه أيضا باسم راموت 06 وراموت بولين. هناك منطقة "County" في راموت والتي تم بناء 294 شقة بها.
في نوفمبر 2015 تمت الموافقة على مخططات حي Ramot Slopes. اجماليا سيتم بناء 1638 وحدة سكنية، 203 منها للمعيشة المساعدة، وحوالي 400 شقق صغيرة.